# Тобелерское сельское поселение
Тобелерское се́льское поселе́ние — муниципальное образование в Кош-Агачском муниципальном районе Республики Алтай Российской Федерации.
Административный центр — село Тобелер.

## История
Статус и границы сельского поселения установлены Законом Республики Алтай от 13 января 2005 года № 10-РЗ «Об образовании муниципальных образований, наделении соответствующим статусом и установлении их границ».
В мае 2007 года село Тебелер и Тебелерское сельское поселение были переименованы в село Тобелер и Тобелерское сельское поселение.

## Население
| 2010 | 2011  | 2012 | 2013 | 2014 | 2015 | 2016 | 2017 | 2018 |
| ---- | ----- | ---- | ---- | ---- | ---- | ---- | ---- | ---- |
| 1058 | ↗1062 | ↘993 | ↗997 | ↘963 | ↗966 | ↘915 | ↘910 | ↗912 |
| 2019 | 2020  | 2021 |      |      |      |      |      |      |
| ↗923 | ↘909  | ↘801 |      |      |      |      |      |      |

## Состав сельского поселения
| № | Населённый пункт | Тип населённого пункта       | Население |
| - | ---------------- | ---------------------------- | --------- |
| 1 | Тобелер          | село, административный центр | ↘801      |